# Nocarodes scabiosus
Nocarodes scabiosus är en insektsart som beskrevs av Leo L. Mishchenko 1951. Nocarodes scabiosus ingår i släktet Nocarodes och familjen Pamphagidae.

## Underarter
Arten delas in i följande underarter:
- N. s. mistshenkoi
- N. s. scabiosus